# Сиродж Фаттоев
Сиродж Фаттоев (тадж. Сироҷ Фаттоев; до 2012 года — Калинин) — село в Кушониёнском районе Хатлонской области Республики Таджикистан. Административный центр джамоата (сельской общины) Сарвати Истиклол Кушониёнского района.
Находится на расстоянии 12 км от райцентра (пгт. им. Исмоила Сомони).
Население — 1955 чел. (2017).